# Herrn Eugen Dührings Umwälzung der Wissenschaft

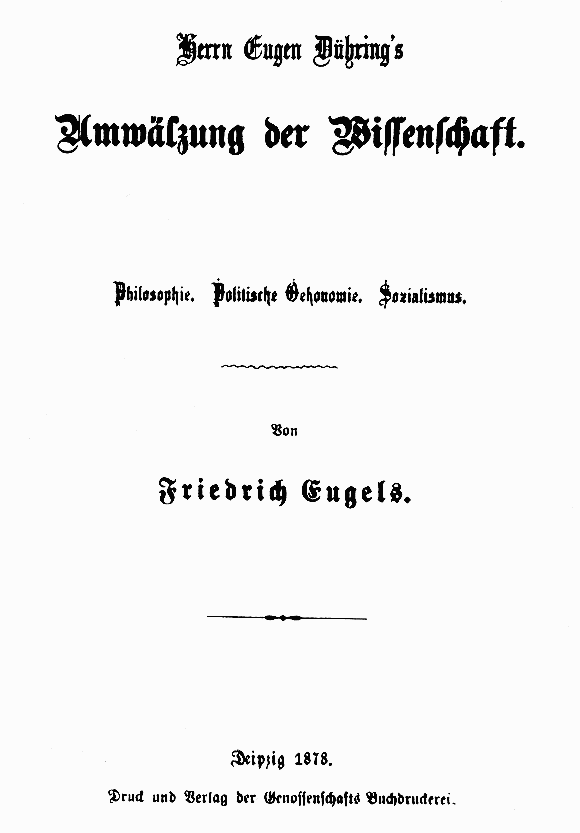
Titel des Werkes Anti-Dühring 1878

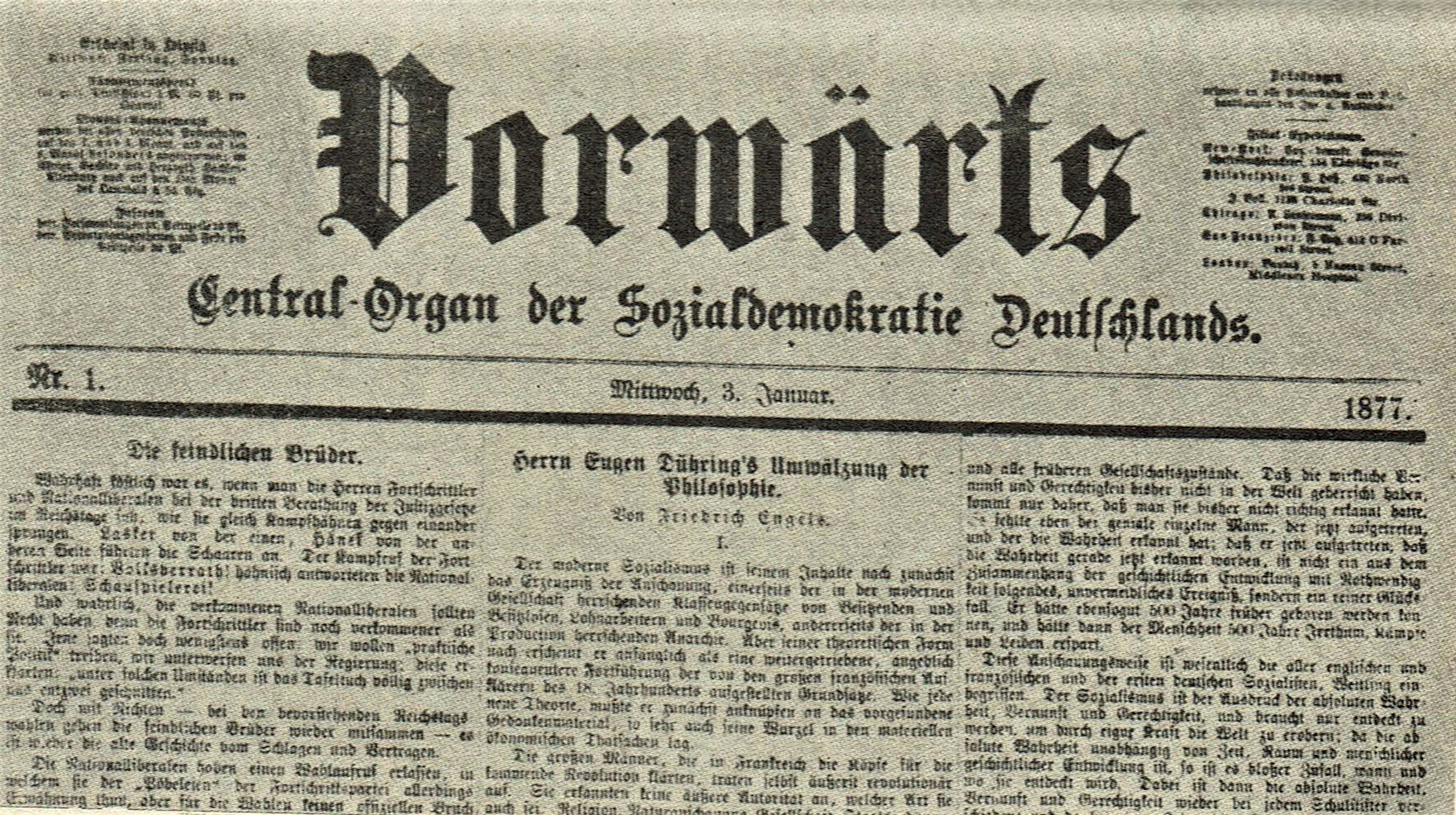
Erster Artikel des Anti-Dühring im Vorwärts vom 3. Januar 1877

Herrn Eugen Dühring’s Umwälzung der Wissenschaft, oder kurz Anti-Dühring, ist eine von Friedrich Engels zuerst 1877 fortsetzungsweise im Vorwärts veröffentlichte Streitschrift gegen den Philosoph und Nationalökonom Eugen Dühring unter Mitarbeit von Karl Marx. Es gibt drei große Abschnitte, Philosophie, Politische Ökonomie und Sozialismus, in denen unter anderem Probleme wie Zeit und Raum, Moral und Recht, Freiheit und Notwendigkeit, Kapital und Mehrwert sowie Produktion und Verteilung, Staat, Familie, Erziehung behandelt werden.  Der Anti-Dühring wird zu den einflussreichsten Texten des Marxismus gerechnet.

## Überblick
Die Schrift wurde verfasst von September 1876 bis Juni 1878 und artikelweise veröffentlicht im Vorwärts vom 3. Januar 1877 bis 7. Juli 1878. Die erste Buchausgabe erschien 1877 sowie 1878 in Leipzig, die zweite Auflage 1886 in Zürich
und die dritte durchgesehene und vermehrte Auflage 1894 in Stuttgart.
Ursprünglich auf Bitten Wilhelm Liebknechts verfasst, um den Einfluss Eugen Dührings zu schmälern, entwickelte sich der in polemischem Stil abgefasste Anti-Dühring neben der Kurzfassung Die Entwicklung des Sozialismus von der Utopie zur Wissenschaft zum meistgelesenen Werk von Marx und Engels. Die Bedeutung des Anti-Dühring liegt nicht in seiner Auseinandersetzung mit Dühring, sondern in der Darlegung der „kommunistischen Weltanschauung“ (Vorwort zur 2. Auflage). Nicht nur die Grundzüge des Marxismus werden dargestellt, es werden auch Themengebiete behandelt, die bisher unberührt blieben.

## Wirkung
Der Anti-Dühring nimmt eine bedeutende Rolle für die Entwicklung des Marxismus ein. Lenin bezeichnete den Anti-Dühring zusammen mit dem Kommunistischen Manifest und dem Werk Ludwig Feuerbach und der Ausgang der klassischen deutschen Philosophie als Handbücher jedes klassenbewussten Arbeiters. Für den Marxismus-Leninismus wurde im Anti-Dühring der philosophische Materialismus streitbar niedergelegt. Marx verfasste selbst ein Kapitel dieser Schrift. Dennoch ist innerhalb des westlichen Marxismus umstritten, ob die Schrift eine authentische Darstellung des marxschen Denkens bildet. Dabei wird einerseits eine unterschiedliche Gewichtung im Werk Marx und Engels diskutiert, andererseits auf die Intention der Schrift und den sich daraus ergebenden Charakter verwiesen.
Im Vorwort zur zweiten Auflage schrieb Engels(London, 23. September 1885): „Das hier kritisierte »System« des Herrn Dühring verbreitet sich über ein sehr ausgedehntes theoretisches Gebiet; ich war genötigt, ihm überallhin zu folgen und seinen Auffassungen die meinigen entgegenzusetzen. Die negative Kritik wurde damit positiv; die Polemik schlug um in eine mehr oder minder zusammenhängende Darstellung der von Marx und mir vertretenen dialektischen Methode und kommunistischen Weltanschauung, und dies auf einer ziemlich umfassenden Reihe von Gebieten.“

## Bekannte Zitate
„Für den Metaphysiker sind die Dinge und ihre Gedankenabbilder, die Begriffe, vereinzelte, eins nach dem andern und ohne das andre zu betrachtende, feste, starre, ein für allemal gegebne Gegenstände der Untersuchung. Er denkt in lauter unvermittelten Gegensätzen: seine Rede ist ja, ja, nein, nein, was darüber ist, ist vom Übel. Für ihn existiert ein Ding entweder, oder es existiert nicht: ein Ding kann ebensowenig zugleich es selbst und ein andres sein. Positiv und negativ schließen einander absolut aus; Ursache und Wirkung stehn ebenso in starrem Gegensatz zueinander. Diese Denkweise erscheint uns auf den ersten Blick deswegen äußerst plausibel, weil sie diejenige des sogenannten gesunden Menschenverstandes ist.“
„...,und da zeigte sich, daß alle bisherige Geschichte die Geschichte von Klassenkämpfen war, daß diese einander bekämpfenden Klassen der Gesellschaft jedes mal Erzeugnisse sind der Produktions- und Verkehrsverhältnisse, mit Einem Wort der ökonomischen Verhältnisse ihrer Epoche;...“
"Eine über den Klassengegensätzen und über der Erinnerung an sie stehende, wirklich menschliche Moral wird erst möglich auf einer Gesellschaftsstufe, die den Klassengegensatz nicht nur überwunden, sondern auch für die Praxis des Lebens vergessen hat."
„Nicht in der geträumten Unabhängigkeit von den Naturgesetzen liegt die Freiheit, sondern in der Erkenntnis dieser Gesetze, und in der damit gegebnen Möglichkeit, sie planmäßig zu bestimmten Zwecken wirken zu lassen."..."Freiheit des Willens heißt daher nichts andres als die Fähigkeit, mit Sachkenntnis entscheiden zu können.“
„Die Vorstellung, als wären die politischen Haupt- und Staatsaktionen das Entscheidende in der Geschichte, ist so alt wie die Geschichtschreibung selbst, und ist die Hauptursache davon, daß uns so wenig aufbewahrt worden ist über die sich im Hintergrund dieser lärmenden Auftritte still vollziehende und wirklich vorantreibende Entwicklung der Völker.“

## Ausgaben
- Herrn Eugen Dühring's Umwälzung der Wissenschaft. I. Philosophie. Genossenschafts-Buchdruckerei, Leipzig 1877 Google.
- Herrn Eugen Dühring's Umwälzung der Wissenschaft. II. Politische Oekonomie, Sozialismus. Genossenschafts-Buchdruckerei, Leipzig 1878.
- Herrn Eugen Dühring's Umwälzung der Wissenschaft. Zweite Auflage. Volksbuchhandlung, Hottingen-Zürich 1886 BSB-Katalog.
- Herrn Eugen Dühring's Umwälzung der Wissenschaft. Dritte durchgesehene und vermehrte Ausgabe. J. H. W. Dietz, Stuttgart 1894 MDZ.
- Herrn Eugen Dühring's Umwälzung der Wissenschaft, in: Marx-Engels-Werke Band 20, S. 1–303, elfte überarbeitete Aufl., erste Aufl. als Paperback, Dietz Verlag, Berlin 2025. ISBN 978-3-320-02427-7.
- Marx-Engels-Gesamtausgabe. Abteilung I. Band 27. Friedrich Engels. Herrn Eugen Dührings Umwälzung der Wissenschaft.[15] Dietz Verlag, Berlin 1988. ISBN 978-3-05-003364-8.
- Herrn Eugen Dühring’s Umwälzung der Wissenschaft. Neue Studienausgabe. Herausgegeben von Rolf Hecker und Ingo Stützle. Karl Dietz Verlag. Berlin 2020, ISBN 978-3-320-02369-0.

## Sekundärliteratur
- Eduard Bernstein: Zur dritten Auflage von Fr. Engels‘ „Herrn Eugen Dühring‘s Umwälzung der Wissenschaft“.
  - In: Die Neue Zeit. Revue des geistigen und öffentlichen Lebens. 13. (1894-95), 1. Band (1895), Heft 4, S. 101–111. FES
  - In: Die Neue Zeit. Revue des geistigen und öffentlichen Lebens. 13. (1894-95), 1. Band (1895), Heft 5, S. 142–147. FES
  - In: Die Neue Zeit. Revue des geistigen und öffentlichen Lebens. 13. (1894-95), 1. Band (1895), Heft 6, S. 172–176. FES
- Herrn Eugen Dührings Umwälzung der Wissenschaft von Friedrich Engels. Mit einem Rückblick v. Prof. Conrad Schmidt. 11. unveränd. Aufl. Dietz Verlag, Berlin 1928.
- Rolf Kirchhoff (Hrsg.): 100 Jahre ‚Anti-Dühring‘. Marxismus, Weltanschauung, Wissenschaft. Akademie Verlag, Berlin 1978. (=Schriften zur Philosophie und ihrer Geschichte 17)
- Udo Pacholik: Einführung in Engels' Schrift ‚Herrn Eugen Dührings Umwälzung der Wissenschaft‘ (’Anti-Dühring). Dietz Verlag, Berlin 1985.
- Rolf Hecker, Ingo Stützle (Hrsg.): Engels’ »Anti-Dühring«. Kontext, Interpretationen, Wirkung (Begleitband zur Neuen Studienausgabe). Dietz Verlag. Berlin 2020, ISBN 978-3-320-02370-6.
- Ingo Stützle: Vorwort, in: Marx-Engels-Werke Band 20, 11. überarbeitete Auflage 2025, S. V-XXXVIII.